# Nicasio Landa y Álvarez de Carvallo
Nicasio Landa y Álvarez de Carvallo (Pamplona, 11 d'octubre de 1830 - 11 d'abril de 1891) va ser un metge navarrès. Va tenir una actuació destacada en les pandèmies de còlera a Espanya esdevingudes al segle xix. Va ser un mèdic cirurgià i estrateg de sanitat militar. Va ser un dels fundadors de la delegació espanyola de la Creu Roja Internacional (juntament amb Joaquín Agulló Marquès de Ripalda) i posteriorment de la Creu Roja Espanyola. En el seu honor es dedica a Pamplona el col·legi d'ensenyament secundari des de 1962.

## Carrera
Es llicencia en la carrera de medicina l'any 1854 i es doctora en 1856 en la Facultat de Medicina de la Universitat Complutense de Madrid. La seva activitat com a epidemiòleg en l'epidèmia de còlera de 1854-1855 a Espanya va ser destacable, arribant a escriure una Memòria. Així com la d'epidèmia de febre groga a Canàries en 1863. Ingressa com a soci de la Reial Acadèmia de Medicina de Madrid. El 5 de juliol de 1864 a la seva ciutat natal participa en les activitats inaugurals de la Creu Roja Espanyola i de la mateixa forma participa amb la delegació espanyola durant la Guerra Franco-Prussiana a l'agost de 1870. En 1868 havia redactat a Pamplona la Memòria para la construcción de un Manicomio Agrícola.